# Алакаєвка (Ульяновська область)
Алакаєвка (рос. Алакаевка) — село в Новоспаському районі Ульяновської області Російської Федерації.
Населення становить 354 особи. Входить до складу муніципального утворення Коптєвське сільське поселення.

## Історія
Від 2004 року входить до складу муніципального утворення Коптєвське сільське поселення.

## Населення
| 2010 |
| ---- |
| 354  |